# 卡梅爾巴克嶺
73°31′S 94°24′W / 73.517°S 94.400°W
卡梅爾巴克嶺（英語：Camelback Ridge）是南極洲的山嶺，位於埃爾斯沃思地，處於佩米肯海崖以西，屬於瓊斯山的一部分，由明尼蘇達大學攀山會繪入地圖，現時由南極條約體系管理。